# Stazione di Bristol Temple Meads
La stazione di Bristol Temple Meads è la principale stazione ferroviaria di Bristol, in Inghilterra.

## Origine del nome
Il nome deriva dalla vicina Temple Church, chiesa costruita dai Cavalieri templari nel XII e XIII secolo che venne bombardata nella seconda guerra mondiale.

## Storia
La stazione venne progettata dall'ingegnere Isambard Kingdom Brunel. La stazione è in stile Tudor, ed è costruita in pietra calcarea. Fu inaugurata il 31 agosto 1840, e fu il capolinea occidentale della Great Western Railway. Le prime operazioni ferroviarie iniziarono nel 1841, Fu ampliata nel 1870 dall'amico di Brunel e architetto Matthew Digby Wyatt, e tra 1930 e il 1935 da Percy Emerson Culverhouse.